# Adesmia schneideri
Adesmia schneideri es una especie de planta floral del género Adesmia, categorizada en la tribu Dalbergieae, de la familia Fabaceae.

## Distribución
Especie nativa de América del Sur: Argentina y Chile. Crece en el bioma templado.

## Taxonomía
Fue descrita por Phil.
Tratamiento taxonómico
La especie aparece registrada y publicada en Linnaea: Ein Journal für die Botanik in ihrem ganzen Umfange 33: 60 (1864).